# Casimir Fournier
Pour les articles homonymes, voir Fournier.
Casimir Fournier est un homme politique français né le 19 février 1826 au Quesnoy et décédé le 20 mars 1887 à Paris.
Docteur en droit, il est avocat près le Conseil d’État et la Cour de Cassation de 1857 à 1871. Il devient ensuite chef de cabinet du ministre de l'Intérieur, puis directeur du service de l'Algérie et conseiller d’État en service extraordinaire. Il est démis de ses fonctions après le 13 mai 1873. Il devient sénateur du Nord en 1879, siégeant à gauche. Il meurt en fonction en 1887.